# Гимн Южной Осетии
Госуда́рственный гимн Респу́блики Ю́жная Осе́тия — «Любимая Осетия!» (осет. Уарзон Ирыстон! [ˈwɑːrzoːn iːˈrɘstoːn]) — один из главных государственных символов частично признанной Республики Южная Осетия. Автор музыки — известный осетинский композитор Феликс Алборов. Автор слов — поэт, драматург Тотраз Кокаев (Кокайты).

## Текст гимна
Текст гимна написан на осетинском языке Тотразом Кокаевым.

## Принятие гимна
Гимн утверждён сессией Верховного Совета Республики Южная Осетия 5 мая 1995 года